# Liste des titres musicaux numéro un en France en 2015
Cette page liste les titres musicaux (singles et albums) numéro un des ventes en France pour l'année 2015 selon le SNEP. Les classements sont issus des 200 meilleures ventes fusionnées de singles et des 200 meilleures ventes fusionnées d'albums.
Les chiffres des ventes de singles ne représentant plus à eux seuls la véritable popularité des titres en France, où le streaming ne cesse de prendre de l'ampleur, le SNEP réfléchit à la création d'un classement combiné des ventes et du streaming, dans lequel 100 écoutes en streaming pourraient équivaloir à une vente. En attendant ce classement, le classement des écoutes en streaming est affiché dans une colonne à part.
Du 1er janvier au 9 juillet 2015, les ventes sont comptabilisées chaque semaine du lundi au dimanche et la date notée est celle du dernier jour de ventes, soit le dimanche. À partir du 10 juillet 2015, en raison du choix du vendredi comme jour officiel des sorties musicales dans le monde, les ventes sont comptabilisées chaque semaine du vendredi au jeudi. La semaine de transition présente les ventes sur 11 jours au lieu de 7, du lundi 29 juin au jeudi 9 juillet.

## Classement des singles
| №  | Date         | Ventes                                | Ventes                          | Ventes | Streaming                           | Streaming                       | Streaming |
| №  | Date         | Artiste                               | Titre                           | Ventes | Artiste                             | Titre                           | Écoutes   |
| -- | ------------ | ------------------------------------- | ------------------------------- | ------ | ----------------------------------- | ------------------------------- | --------- |
| 1  | 4 janvier    | Mark Ronson featuring Bruno Mars      | Uptown Funk                     | 9 500  | Mark Ronson featuring Bruno Mars    | Uptown Funk                     |           |
| 2  | 11 janvier   | Mark Ronson featuring Bruno Mars      | Uptown Funk                     | 6 000  | Mark Ronson featuring Bruno Mars    | Uptown Funk                     |           |
| 3  | 18 janvier   | Mark Ronson featuring Bruno Mars      | Uptown Funk                     | 8 400  | Mark Ronson featuring Bruno Mars    | Uptown Funk                     | 900 000   |
| 4  | 25 janvier   | Mark Ronson featuring Bruno Mars      | Uptown Funk                     | 8 500  | Mark Ronson featuring Bruno Mars    | Uptown Funk                     | 881 000   |
| 5  | 1er février  | Mark Ronson featuring Bruno Mars      | Uptown Funk                     | 8 300  | Mark Ronson featuring Bruno Mars    | Uptown Funk                     | 880 000   |
| 6  | 8 février    | Mark Ronson featuring Bruno Mars      | Uptown Funk                     | 7 100  | Mark Ronson featuring Bruno Mars    | Uptown Funk                     | 865 000   |
| 7  | 15 février   | Mark Ronson featuring Bruno Mars      | Uptown Funk                     | 6 300  | Hozier                              | Take Me to Church               | 865 000   |
| 8  | 22 février   | Mark Ronson featuring Bruno Mars      | Uptown Funk                     | 5 500  | The Weeknd                          | Earned It                       | 922 000   |
| 9  | 1er mars     | Mark Ronson featuring Bruno Mars      | Uptown Funk                     | 5 200  | The Weeknd                          | Earned It                       | 936 000   |
| 10 | 8 mars       | Louane                                | Avenir                          | 6 500  | Louane                              | Avenir                          | 1 160 000 |
| 11 | 15 mars      | Louane                                | Avenir                          | 4 500  | Louane                              | Avenir                          | 1 110 000 |
| 12 | 22 mars      | OMI                                   | Cheerleader (Felix Jaehn remix) | 5 900  | Louane                              | Avenir                          | 1 010 000 |
| 13 | 29 mars      | OMI                                   | Cheerleader (Felix Jaehn remix) | 7 200  | OMI                                 | Cheerleader (Felix Jaehn remix) | 1 322 199 |
| 14 | 5 avril      | OMI                                   | Cheerleader (Felix Jaehn remix) | 8 200  | OMI                                 | Cheerleader (Felix Jaehn remix) | 1 740 000 |
| 15 | 12 avril     | OMI                                   | Cheerleader (Felix Jaehn remix) | 7 900  | Major Lazer & DJ Snake featuring MØ | Lean On                         | 1 950 000 |
| 16 | 19 avril     | OMI                                   | Cheerleader (Felix Jaehn remix) | 8 500  | Major Lazer & DJ Snake featuring MØ | Lean On                         | 2 050 000 |
| 17 | 26 avril     | OMI                                   | Cheerleader (Felix Jaehn remix) | 8 000  | Major Lazer & DJ Snake featuring MØ | Lean On                         | 1 950 000 |
| 18 | 3 mai        | OMI                                   | Cheerleader (Felix Jaehn remix) | 8 100  | Major Lazer & DJ Snake featuring MØ | Lean On                         | 1 950 000 |
| 19 | 10 mai       | OMI                                   | Cheerleader (Felix Jaehn remix) | 7 300  | Major Lazer & DJ Snake featuring MØ | Lean On                         | 1 900 000 |
| 20 | 17 mai       | Marina Kaye                           | Homeless                        | 6 500  | Major Lazer & DJ Snake featuring MØ | Lean On                         | 1 900 000 |
| 21 | 24 mai       | Marina Kaye                           | Homeless                        | 7 100  | Major Lazer & DJ Snake featuring MØ | Lean On                         | 1 400 000 |
| 22 | 31 mai       | OMI                                   | Cheerleader (Felix Jaehn remix) | 6 150  | Major Lazer & DJ Snake featuring MØ | Lean On                         | 1 700 000 |
| 23 | 7 juin       | OMI                                   | Cheerleader (Felix Jaehn remix) | 5 600  | Major Lazer & DJ Snake featuring MØ | Lean On                         | 1 800 000 |
| 24 | 14 juin      | Feder featuring Lyse                  | Goodbye                         | 6 000  | Major Lazer & DJ Snake featuring MØ | Lean On                         | 1 800 000 |
| 25 | 21 juin      | Feder featuring Lyse                  | Goodbye                         | 6 400  | Major Lazer & DJ Snake featuring MØ | Lean On                         | 1 650 000 |
| 26 | 28 juin      | Feder featuring Lyse                  | Goodbye                         | 5 700  | Major Lazer & DJ Snake featuring MØ | Lean On                         | 1 600 000 |
| 27 | 5 juillet    | Feder featuring Lyse                  | Goodbye                         | 8 700  | Major Lazer & DJ Snake featuring MØ | Lean On                         | 1 400 000 |
| 28 | 12 juillet   | Feder featuring Lyse                  | Goodbye                         | 5 700  | Major Lazer & DJ Snake featuring MØ | Lean On                         | 1 300 000 |
| 29 | 19 juillet   | Feder featuring Lyse                  | Goodbye                         | 4 600  | Major Lazer & DJ Snake featuring MØ | Lean On                         | 1 350 000 |
| 30 | 26 juillet   | Kygo featuring Parson James           | Stole the Show                  | 4 400  | Major Lazer & DJ Snake featuring MØ | Lean On                         | 1 300 000 |
| 31 | 2 août       | One Direction                         | Drag Me Down                    | 4 600  | Major Lazer & DJ Snake featuring MØ | Lean On                         | 1 300 000 |
| 32 | 9 août       | Nicky Jam & Enrique Iglesias          | El Perdón                       | 4 100  | Major Lazer & DJ Snake featuring MØ | Lean On                         | 1 300 000 |
| 33 | 16 août      | Nicky Jam & Enrique Iglesias          | El Perdón                       | 4 200  | Major Lazer & DJ Snake featuring MØ | Lean On                         | 1 000 000 |
| 34 | 23 août      | Nicky Jam & Enrique Iglesias          | El Perdón                       | 4 900  | Major Lazer & DJ Snake featuring MØ | Lean On                         | 1 000 000 |
| 35 | 30 août      | Mylène Farmer & Sting                 | Stolen Car                      | 7 972  | Nicky Jam & Enrique Iglesias        | El Perdón                       | 1 170 000 |
| 36 | 6 septembre  | Nicky Jam & Enrique Iglesias          | El Perdón                       | 4 400  | Nicky Jam & Enrique Iglesias        | El Perdón                       | 1 200 000 |
| 37 | 13 septembre | Nicky Jam & Enrique Iglesias          | El Perdón                       | 4 600  | Nicky Jam & Enrique Iglesias        | El Perdón                       | 1 270 000 |
| 38 | 20 septembre | Nicky Jam & Enrique Iglesias          | El Perdón                       | 4 200  | Nicky Jam & Enrique Iglesias        | El Perdón                       | 1 260 000 |
| 39 | 27 septembre | L.E.J                                 | Summer 2015                     | 4 000  | Nicky Jam & Enrique Iglesias        | El Perdón                       | 1 200 000 |
| 40 | 4 octobre    | L.E.J                                 | Summer 2015                     | 4 400  | Nicky Jam & Enrique Iglesias        | El Perdón                       | 1 200 000 |
| 41 | 11 octobre   | Mylène Farmer & Sting                 | Stolen Car                      | 9 400  | Nicky Jam & Enrique Iglesias        | El Perdón                       | 1 100 000 |
| 42 | 18 octobre   | Charlie Puth featuring Meghan Trainor | Marvin Gaye                     | 3 900  | Nicky Jam & Enrique Iglesias        | El Perdón                       | 1 060 000 |
| 43 | 25 octobre   | Adele                                 | Hello                           | 18 500 | Maître Gims featuring Niska         | Sapés comme jamais              | 1 100 000 |
| 44 | 1er novembre | Adele                                 | Hello                           | 14 100 | Adele                               | Hello                           | 1 400 000 |
| 45 | 8 novembre   | Adele                                 | Hello                           | 10 000 | Maître Gims featuring Niska         | Sapés comme jamais              | 1 160 000 |
| 46 | 15 novembre  | Adele                                 | Hello                           | 7 900  | Maître Gims featuring Niska         | Sapés comme jamais              | 1 160 000 |
| 47 | 22 novembre  | Adele                                 | Hello                           | 12 100 | Maître Gims featuring Niska         | Sapés comme jamais              | 1 290 000 |
| 48 | 29 novembre  | Adele                                 | Hello                           | 11 000 | Maître Gims featuring Niska         | Sapés comme jamais              | 1 290 000 |
| 49 | 6 décembre   | Adele                                 | Hello                           | 7 100  | Jul                                 | En Y                            | 1 300 000 |
| 50 | 13 décembre  | Adele                                 | Hello                           | 5 400  | Jul                                 | Amnésia                         | 1 400 000 |
| 51 | 20 décembre  | Adele                                 | Hello                           | 6 300  | Maître Gims featuring Niska         | Sapés comme jamais              | 1 400 000 |
| 52 | 27 décembre  | Adele                                 | Hello                           | 7 000  | Maître Gims featuring Niska         | Sapés comme jamais              | 1 450 000 |

## Classement des albums
| №  | Date         | Artiste         | Titre                                   | Ventes  |
| -- | ------------ | --------------- | --------------------------------------- | ------- |
| 1  | 4 janvier    | Kendji Girac    | Kendji                                  | 25 600  |
| 2  | 11 janvier   | Kendji Girac    | Kendji                                  | 17 433  |
| 3  | 18 janvier   | Kendji Girac    | Kendji                                  | 16 500  |
| 4  | 25 janvier   | Kendji Girac    | Kendji                                  | 13 300  |
| 5  | 1er février  | Kendji Girac    | Kendji                                  | 14 300  |
| 6  | 8 février    | M. Pokora       | R.E.D. - Rhythmes Extrêmement Dangereux | 63 300  |
| 7  | 15 février   | M. Pokora       | R.E.D. - Rhythmes Extrêmement Dangereux | 20 000  |
| 8  | 22 février   | Fauve           | Vieux Frères - Partie 2                 | 21 600  |
| 9  | 1er mars     | Gradur          | L'homme au bob                          | 33 800  |
| 10 | 8 mars       | Louane          | Chambre 12                              | 60 400  |
| 11 | 15 mars      | Les Enfoirés    | Sur la route des Enfoirés               | 94 400  |
| 12 | 22 mars      | Les Enfoirés    | Sur la route des Enfoirés               | 87 937  |
| 13 | 29 mars      | Les Enfoirés    | Sur la route des Enfoirés               | 35 975  |
| 14 | 5 avril      | Louane          | Chambre 12                              | 25 577  |
| 15 | 12 avril     | Louane          | Chambre 12                              | 17 900  |
| 16 | 19 avril     | Booba           | D.U.C                                   | 41 464  |
| 17 | 26 avril     | Louane          | Chambre 12                              | 16 700  |
| 18 | 3 mai        | Francis Cabrel  | In extremis                             | 108 900 |
| 19 | 10 mai       | Francis Cabrel  | In extremis                             | 40 700  |
| 20 | 17 mai       | Francis Cabrel  | In extremis                             | 24 686  |
| 21 | 24 mai       | Francis Cabrel  | In extremis                             | 19 100  |
| 22 | 31 mai       | Francis Cabrel  | In extremis                             | 25 700  |
| 23 | 7 juin       | Lacrim          | R.I.P.R.O. Volume I                     | 24 100  |
| 24 | 14 juin      | Muse            | Drones                                  | 78 444  |
| 25 | 21 juin      | Muse            | Drones                                  | 25 500  |
| 26 | 28 juin      | Louane          | Chambre 12                              | 15 500  |
| 27 | 5 juillet    | Louane          | Chambre 12                              | 26 500  |
| 28 | 12 juillet   | Louane          | Chambre 12                              | 13 700  |
| 29 | 19 juillet   | Louane          | Chambre 12                              | 12 300  |
| 30 | 26 juillet   | Louane          | Chambre 12                              | 11 700  |
| 31 | 2 août       | Louane          | Chambre 12                              | 12 000  |
| 32 | 9 août       | Dr. Dre         | Compton                                 | 12 200  |
| 33 | 16 août      | Louane          | Chambre 12                              | 10 100  |
| 34 | 23 août      | Louane          | Chambre 12                              | 15 100  |
| 35 | 30 août      | Maître Gims     | Mon cœur avait raison                   | 85 838  |
| 36 | 6 septembre  | Maître Gims     | Mon cœur avait raison                   | 33 800  |
| 37 | 13 septembre | Maître Gims     | Mon cœur avait raison                   | 23 700  |
| 38 | 20 septembre | David Gilmour   | Rattle That Lock                        | 17 300  |
| 39 | 27 septembre | Divers artistes | Corsu Mezu Mezu                         | 19 700  |
| 40 | 4 octobre    | Divers artistes | Corsu Mezu Mezu                         | 15 700  |
| 41 | 11 octobre   | Divers artistes | Corsu Mezu Mezu                         | 12 400  |
| 42 | 18 octobre   | Divers artistes | Corsu Mezu Mezu                         | 13 200  |
| 43 | 25 octobre   | Keen'V          | Là où le vent me mène                   | 26 200  |
| 44 | 1er novembre | Kendji Girac    | Ensemble                                | 101 161 |
| 45 | 8 novembre   | Mylène Farmer   | Interstellaires                         | 109 971 |
| 46 | 15 novembre  | Johnny Hallyday | De l'amour                              | 81 054  |
| 47 | 22 novembre  | Adele           | 25                                      | 169 700 |
| 48 | 29 novembre  | Adele           | 25                                      | 129 200 |
| 49 | 6 décembre   | Adele           | 25                                      | 132 200 |
| 50 | 13 décembre  | Adele           | 25                                      | 133 100 |
| 51 | 20 décembre  | Adele           | 25                                      | 182 300 |
| 52 | 27 décembre  | Adele           | 25                                      | 38 700  |

## Les Meilleures Ventes
Voici les meilleures ventes de singles, et d'albums en France en 2015

### Singles
| №  | Ventes + Streaming                       | Ventes + Streaming               | Ventes + Streaming | Ventes                                   | Ventes                          | Ventes  |
| №  | Artiste                                  | Titre                            | Unités             | Artiste                                  | Titre                           | Ventes  |
| -- | ---------------------------------------- | -------------------------------- | ------------------ | ---------------------------------------- | ------------------------------- | ------- |
| 1  | Major Lazer & DJ Snake featuring MØ      | Lean On                          | 645 000            | OMI                                      | Cheerleader (Felix Jaehn remix) | 158 500 |
| 2  | OMI                                      | Cheerleader (Felix Jaehn remix)  | 621 000            | Mark Ronson featuring Bruno Mars         | Uptown Funk                     | 133 200 |
| 3  | Mark Ronson featuring Bruno Mars         | Uptown Funk                      | 436 000            | Major Lazer & DJ Snake featuring MØ      | Lean On                         | 121 700 |
| 4  | Hozier                                   | Take Me to Church                | 365 000            | Marina Kaye                              | Homeless                        | 107 700 |
| 5  | Wiz Khalifa featuring Charlie Puth       | See You Again                    | 337 000            | Adele                                    | Hello                           | 104 700 |
| 6  | Louane                                   | Avenir                           | 334 000            | Feder featuring Lyse                     | Goodbye                         | 103 200 |
| 7  | Ellie Goulding                           | Love Me Like You Do              | 333 000            | Hozier                                   | Take Me to Church               | 94 600  |
| 8  | Felix Jaehn featuring Jasmine Thompson   | Ain't Nobody (Loves me better)   | 317 000            | Christine and the Queens                 | Christine                       | 88 700  |
| 9  | Lost Frequencies featuring Easton Corbin | Are You With Me                  | 315 000            | Louane                                   | Avenir                          | 80 700  |
| 10 | Marina Kaye                              | Homeless                         | 311 000            | Nicky Jam & Enrique Iglesias             | El Perdón                       | 73 800  |
| 11 | Nekfeu                                   | On verra                         | 308 000            | Lost Frequencies featuring Easton Corbin | Are You With Me                 | 72 000  |
| 12 | Kygo featuring Parson James              | Stole the Show                   | 307 500            | Louane                                   | Jour 1                          | 71 000  |
| 13 | Feder featuring Lyse                     | Goodbye                          | 307 000            | Louane                                   | Je vole                         | 70 700  |
| 14 | Kygo featuring Conrad                    | Firestone                        | 305 000            | The Avener featuring Phoebe Killdeer     | Fade Out Lines                  | 70 000  |
| 15 | Nicky Jam & Enrique Iglesias             | El Perdón                        | 298 000            | Ellie Goulding                           | Love Me Like You Do             | 69 500  |
| 16 | The Weeknd                               | Earned It                        | 297 000            | Wiz Khalifa featuring Charlie Puth       | See You Again                   | 66 800  |
| 17 | Maître Gims                              | Est-ce que tu m'aimes ?          | 295 000            | Maître Gims                              | Est-ce que tu m'aimes ?         | 66 100  |
| 18 | The Avener featuring Phoebe Killdeer     | Fade Out Lines                   | 285 000            | Felix Jaehn featuring Jasmine Thompson   | Ain't Nobody (Loves me better)  | 66 000  |
| 19 | Christine and the Queens                 | Christine                        | 276 000            | Kygo featuring Parson James              | Stole the Show                  | 65 000  |
| 20 | Lilly Wood and the Prick & Robin Schulz  | Prayer in C (Robin Schulz remix) | 270 000            | Lost Frequencies featuring Janieck Devy  | Reality                         | 64 300  |

### Albums
| N° | Artiste                  | Titre                               |
| -- | ------------------------ | ----------------------------------- |
| 1  | Adele                    | 25                                  |
| 2  | Louane                   | Chambre 12                          |
| 3  | Kendji Girac             | Kendji                              |
| 4  | Kendji Girac             | Ensemble                            |
| 5  | Christine and the Queens | Chaleur humaine                     |
| 6  | Maître Gims              | Mon cœur avait raison               |
| 7  | Francis Cabrel           | In extremis                         |
| 8  | Johnny Hallyday          | De l'amour                          |
| 9  | Calogero                 | Les Feux d'artifice                 |
| 10 | Mylène Farmer            | Interstellaires                     |
| 11 | Les Enfoirés             | Sur la route                        |
| 12 | Soprano                  | Cosmopolitanie                      |
| 13 | Black M                  | Les Yeux plus gros que le monde     |
| 14 | Multi-interprètes        | Corsu Mezu Mezu                     |
| 15 | Fréro Delavega           | Fréro Delavega                      |
| 16 | Muse                     | Drones                              |
| 17 | M. Pokora                | RED (Rythmes Extrêmement Dangereux) |
| 18 | NRJ Compilations         | NRJ Music Awards 2016               |
| 19 | Coldplay                 | A Head Full of Dreams               |
| 20 | Marina Kaye              | Fearless                            |

### Chronologie
- Liste des titres musicaux numéro un en France en 2014
- Liste des titres musicaux numéro un en France en 2016